# Джалали, Казем
Казем Джалали (перс. کاظم جلالی‎, род. 1967) — иранский политик, дипломат, чрезвычайный и полномочный посол Исламской Республики Иран в Российской Федерации с декабря 2019 года.

## Биография
Получил образование в тегеранском Университете имама Садика.
С 1993 года — дипломат Министерства иностранных дел Исламской Республики Иран.
В 1997—2019 годах — депутат Меджлиса Исламского Совета, член Комиссии по национальной безопасности и внешней политике Меджлиса Исламского Совета.
В 2001—2019 годах — член комитета и исполнительного совета межпарламентского союза исламских государств.